# Spathius gylippus
Spathius gylippus är en stekelart som beskrevs av Nixon 1943. Spathius gylippus ingår i släktet Spathius och familjen bracksteklar. Inga underarter finns listade i Catalogue of Life.